# Giray Kaçar
Remzi Giray Kaçar (ur. 15 marca 1985 w Karamanie) – turecki piłkarz występujący na pozycji obrońcy.

## Kariera klubowa
Kaçar jest wychowankiem klubu Gençlerbirliği SK, nigdy nie zagrał jednak w pierwszym zespole. W 2004 roku trafił do Hacettepe SK, wcześniej znanego jako Gençlerbirliği OFTAŞ, który przez pewien czas był zespołem rezerw ekipy Gençlerbirliği SK. W 2008 roku przeniósł się do Trabzonsporu. Następnie grał w Antalyasporze, Çaykur Rizesporze i Göztepe AŞ.

## Kariera reprezentacyjna
W reprezentacji Turcji zadebiutował 11 listopada 2011 roku w meczu barażowym o awans na mistrzostwa Europy 2012 przeciwko Chorwacji. Na boisku przebywał przez pełne 90 minut.
| Mecze i gole w reprezentacji | Mecze i gole w reprezentacji | Mecze i gole w reprezentacji | Mecze i gole w reprezentacji | Mecze i gole w reprezentacji | Mecze i gole w reprezentacji | Mecze i gole w reprezentacji |
| 2011                         | 2011                         | 2011                         | 2011                         | 2011                         | 2011                         | 2011                         |
| ---------------------------- | ---------------------------- | ---------------------------- | ---------------------------- | ---------------------------- | ---------------------------- | ---------------------------- |
| 1.                           | 11.11.2011                   | Stambuł, Turcja              | Chorwacja                    | 0:3                          | 0                            | Baraż o awans na ME 2012     |

## Sukcesy
Trabzonspor
- Puchar Turcji: 2010
- Superpuchar Turcji: 2010